# 高橋長種
高橋長種（生年不詳－1549年）是日本戰國時代於筑後國的大名。父親是高橋統種。受大友義長下賜偏諱而名長種。

## 略歷
生年不詳，家中次男。兄長高種因為不明原因出奔，並仕於室町幕府第9代將軍足利義尚，於是長種成為高橋氏當主。被稱為寶滿屋形，在天文18年（1549年）死去。
因為沒有兒子，於是高橋氏的重臣伊藤氏和福田氏向近鄰強國大友氏當主大友義鑑（義長的兒子）邀請養子，義鑑令一萬田親宗繼承高橋氏的家名，並改名為鑑種。因為長種死去，大藏系高橋氏斷絕，但是家名仍然被利用，在高橋鑑種謀反並被處罰後，由吉弘鑑理的次男吉弘鎮種（高橋紹運）繼承。